# Stratford, Iowa
Stratford là một thành phố thuộc quận Hamilton, tiểu bang Iowa, Hoa Kỳ. Năm 2010, dân số của thành phố này là 743 người.

## Dân số
Dân số qua các năm:
- Năm 2000: 746 người.
- Năm 2010: 743 người.